# Lasioglossum elaiochromon
Lasioglossum elaiochromon är en biart som beskrevs av Ebmer 2002. Lasioglossum elaiochromon ingår i släktet smalbin, och familjen vägbin. Inga underarter finns listade i Catalogue of Life.